# Eudema rupestris
Eudema rupestris är en korsblommig växtart som beskrevs av Alexander von Humboldt och Aimé Bonpland. Eudema rupestris ingår i släktet Eudema och familjen korsblommiga växter. Inga underarter finns listade i Catalogue of Life.